# Episodi di Julia - Eine ungewöhnliche Frau (seconda stagione)
La seconda stagione della serie televisiva Julia - Eine ungewöhnliche Frau è stata trasmessa in anteprima in Germania dalla ARD tra il 7 marzo 2000 e il 30 maggio 2000.
| nº | Titolo originale    | Titolo italiano | Prima TV Germania | Prima TV Italia |
| -- | ------------------- | --------------- | ----------------- | --------------- |
| 1  | Der EU-Inspektor    | inedito         | 7 marzo 2000      | inedito         |
| 2  | Nie wieder          | inedito         | 14 marzo 2000     | inedito         |
| 3  | Totenruhe           | inedito         | 21 marzo 2000     | inedito         |
| 4  | Geständnisse        | inedito         | 28 marzo 2000     | inedito         |
| 5  | Wahlverwandschaften | inedito         | 4 aprile 2000     | inedito         |
| 6  | Scheidungen         | inedito         | 11 aprile 2000    | inedito         |
| 7  | Die Heilquelle      | inedito         | 18 aprile 2000    | inedito         |
| 8  | Endlich ein Vater   | inedito         | 25 aprile 2000    | inedito         |
| 9  | Latin Lover         | inedito         | 2 maggio 2000     | inedito         |
| 10 | Unheile Welt        | inedito         | 9 maggio 2000     | inedito         |
| 11 | Abschiede           | inedito         | 16 maggio 2000    | inedito         |
| 12 | Beugehaft           | inedito         | 23 maggio 2000    | inedito         |
| 13 | Freiheit            | inedito         | 30 maggio 2000    | inedito         |